# Пачинијева телашца
Пачинијева телашца је један од четири главна типа механорецептора (специјализованих нервних завршетака са адвентивним ткивом за механички осећај) који се налазе у кожи сисара. Овај тип механорецептора налази се и у голој (без длаке) и у хирзутној (длакавој) кожи, у унутрашњости, зглобовима и причвршћен за периостеум кости, првенствено одговоран за осетљивост на вибрације. Неколико њих је такође осетљиво на квази-статички или нискофреквентни стимуланс притиска. Већина њих реагује само на изненадне сметње и посебно су осетљиви на вибрације од неколико стотина херца. Улога вибрације се може користити за откривање текстуре површине, на пример, грубе наспрам глатке. Већина Пачинијевих телашца делују као механорецептори који се брзо прилагођавају. Реагују на промене притиска, нпр. при хватању или пуштању предмета.

## Функција
Пачинијева телашца су брзо адаптирајући (фазични) рецептори који детектују велике промене притиска и вибрације у кожи. Свака деформација у телашцу узрокује стварање акционих потенцијала отварањем канала натријум јона осетљивих на притисак у мембрани аксона. Ово омогућава натријумовим јонима да уђу у ћелију, стварајући потенцијал рецептора.
Ове корпускуле су посебно осетљиве на вибрације, које могу да осете чак и на центиметрима удаљености. Њихова оптимална осетљивост је 250 херца, а ово је фреквентни опсег који на врховима прстију стварају текстуре направљене од карактеристика мањих од 1 µм. Пачинијева телашца реагују када је кожа брзо увучена, али не и када је притисак стабилан, због слојева везивног ткива који покривају нервни завршетак. Сматра се да реагују на велике промене положаја зглоба. Они су такође умешани у откривање локације додирних сензација на ручним алатима.
Пачинијева телашца имају велико рецептивно поље на површини коже са посебно осетљивим центром.

## Механизам
Пачинијева телашца осећају надражаје услед деформације њихових ламела, које притискају мембрану чулног неурона и изазивају њено савијање или истезање. Када се ламеле деформишу, било услед притиска или ослобађања притиска, ствара се генераторски потенцијал који физички деформише плазматичну мембрану рецептивног подручја неурона, чинећи да она „пропушта“ јоне натријума. Ако овај потенцијал достигне одређени праг, нервни импулси или акциони потенцијали се формирају од натријумових канала осетљивих на притисак на првом Ранвијеовом сужењу, првом чвору мијелинизованог дела неурита унутар капсуле. Овај импулс се сада преноси дуж аксона помоћу натријумових канала и натријум/калијум пумпи у мембрани аксона.
Када се рецептивно подручје неурита деполаризује, деполаризује први Ранвијеов чвор; међутим, пошто је то влакно које се брзо прилагођава, то се не наставља бесконачно и ширење сигнала престаје. Ово је степеновани одговор, што значи да што је већа деформација, већи је генераторски потенцијал. Ова информација је кодирана у фреквенцији импулса, пошто већа или бржа деформација изазива вишу фреквенцију импулса. Акциони потенцијали се формирају када се кожа брзо деформише, али не и када је притисак континуиран због механичког филтрирања стимулуса у ламеларној структури. Фреквенције импулса се брзо смањују и убрзо престају због опуштања унутрашњих слојева везивног ткива који покривају нервни завршетак.